# Santi Buglioni
Santi di Michele, dit Santi Buglioni, (né v. 1494 à Florence – mort  le 27 novembre 1576 dans la même ville) est un sculpteur et un céramiste italien du XVIe siècle, spécialiste de la terre cuite émaillée (dite terracotta invetriata).

## Biographie
Santi Buglioni se consacre à des décorations architecturales, réalise le pavement historié de la bibliothèque Laurentienne sur les plans de Niccolò Tribolo, avec des indications de Michel-Ange.
Il exécute  les pavements du Palazzo Vecchio à Florence, celui de la Grotticina della Madama au jardin de Boboli, que lui a commandés  la duchesse Leonora.
Entre  1520 et 1530 (environ), il exécute un Noli me tangere pour le Bargello de Florence, entre  1526 et 1528 (environ), la décoration le long de la façade des Spedale del Ceppo à Pistoia, en 1531,  la Vierge à l'Enfant entre San Rocco et San Sebastiano pour l'Église de la Madonna del Ponte à Stia, en 1539,  le monument à Giovanni dalle Bande Nere avec Niccolò Tribolo, ensuite  La Vierge à l'Enfant et les saints Jacopo Maggiore et Giovanni Gualberto, une  terre cuite émaillée (terracotta invetriata) pour l'Abbaye de Vallombreuse. 

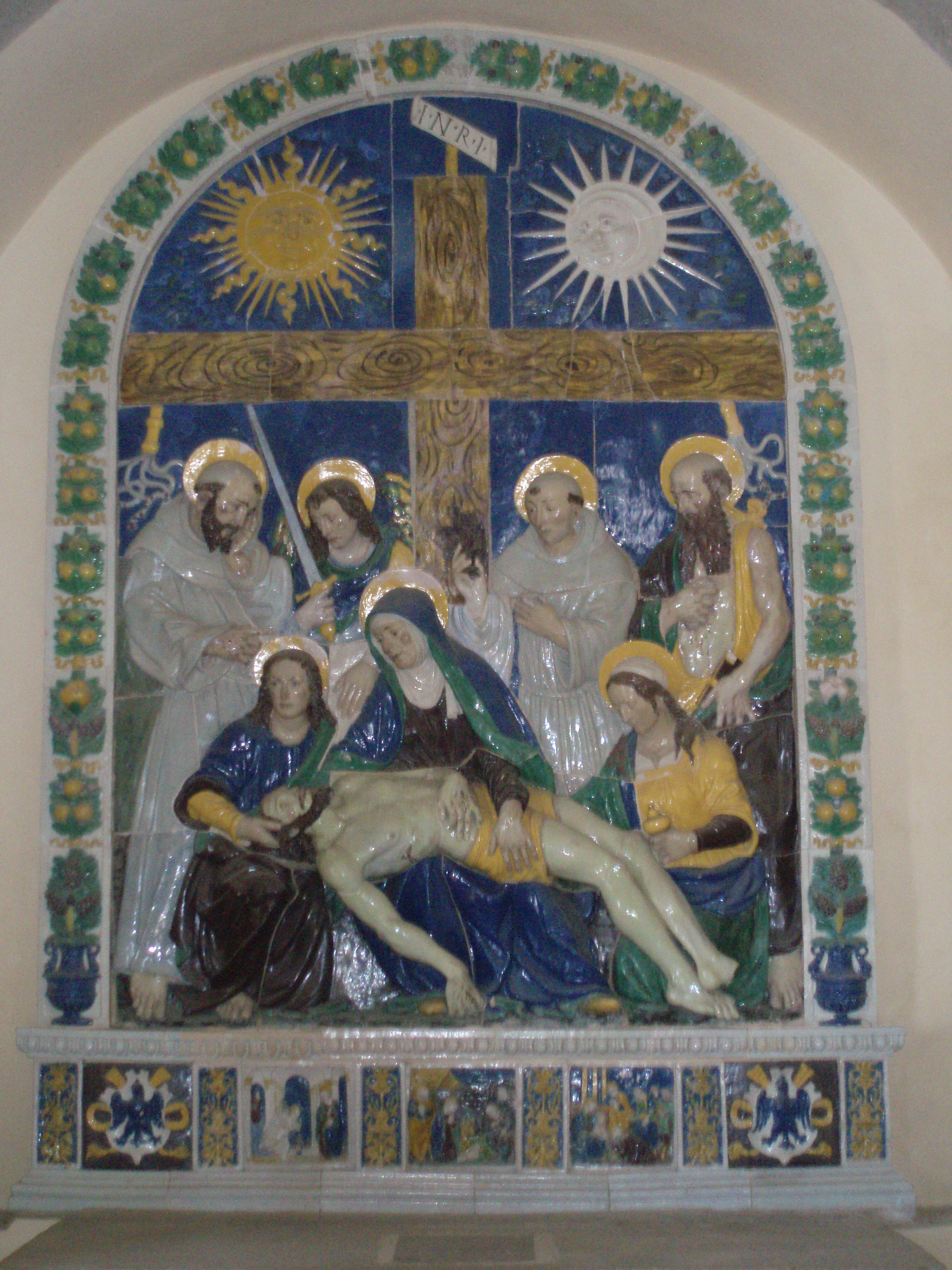
chapelle della Pietà, Santuario della Verna, Chiusi

En 1564, à la mort de Michel-Ange, il en reproduit la tête au naturel.
Il meurt le 27 novembre 1576, devenu aveugle et il est enterré dans l'Église de Santa Maria Maggiore, le  Libro dei Morti le mentionne comme Santi di Michele Viviani, nom avec lequel sera connu son fils et ses descendants, entre lesquels Vincenzo Viviani, disciple et biographe de Galileo Galilei. Quelques-unes de ses œuvres importantes se trouvent au Musée du Bargello, dans la même salle que celle consacrée à Giovanni della Robbia, qui eut un style très semblable, mais qui est présent dans de plus importants musées internationaux comme le Louvre.

## Œuvres
- la Déposition de croix située dans l'oratoire du Musée de San Francesco à Greve in Chianti,
- le ciboire avec des anges en adoration et les festons de fruits, pour l'église de San Silvestro a Convertoie, conservée et exposée dans l'église de Saint Croce à Greve en Chianti,
- le tabernacle de l'Eucharistie entre les saints Pierre et Paul pour l'église de San Pietro à Cintoia, actuellement dans l'église de la Panca.
- Pietà, Santuario della Verna, Chiusi.

## Anecdote

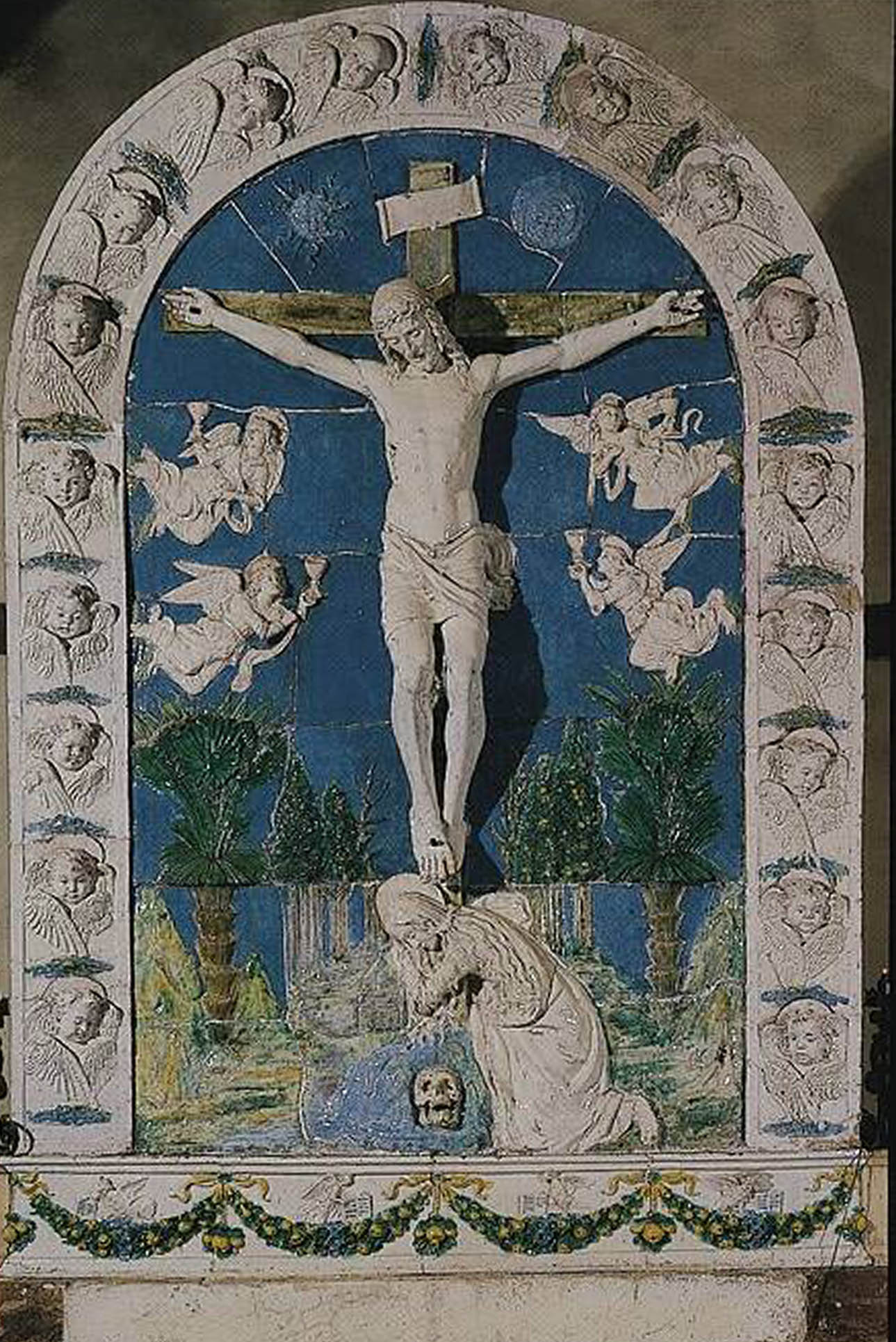
Crucifixion avec Marie-Madeleine, œuvre de San Pietro à Radicofani, attribuée à Santi Buglioni mais plutôt du style des Della Robbia

Son oncle paternel Benedetto Buglioni ayant été un disciple d'Andrea della Robbia, Santi Buglioni devint un concurrent de l'atelier des Della Robbia par les circonstances suivantes :

Luca della Robbia le Jeune, parti en France en 1529, pour éviter la contagion de la peste, avec son épouse (en secondes noces) Bartolomea de Leonardo Altoviti, après la mort de la peste en 1527 de sa première femme Agnoletta Falconieri, les Buglioni deviennent les détenteurs des secrets de della Robbia dans le travail des terres cuites (Vasari affirme que ces secrets « furent arrachés » à Della Robbia d'une femme qui fréquentait leur maison).
Ainsi la Crucifixion avec Marie-Madeleine, conservé à l'église San Pietro de Radicofani, et attribuée à Santi Buglioni, est plutôt du style de l'atelier des Della Robbia (personnages en blanc, fond bleu et attributs allégoriques des plantes en vert), que celui, affirmé ensuite par Santi Buglioni sur toutes ses productions, qui peint les couleurs d'une façon réaliste et figurative (carnation, vêtements, paysages).